# World Ports Classic
Das World Ports Classic war ein niederländisch-belgisches Radrennen, das ab 2012 zwischen den Hafenstädten Antwerpen und Rotterdam ausgetragen wurde. Das Etappenrennen war Teil UCI Europe Tour und war in die Kategorie 2.1 eingeteilt. Organisiert wurde es vom französischen Sportevent-Veranstalter Amaury Sport Organisation (A.S.O.).
Das Rennen startete in Rotterdam und die erste Etappe endete in Antwerpen. Am darauffolgenden Tag verlief es in der umgekehrten Richtung. Bei den Zwischensprints und im Ziel wurden an die ersten drei Fahrer Zeitbonifikationen vergeben. Aufgrund der flachen Topographie der Strecke endeten die Etappen häufig im Massensprint.
2012 und 2013 wurde das World Ports Classic Ende August ausgetragen, seit 2014 fand das Rennen Ende Mai statt. Nach nur vier Austragungen wurde das Rennen 2015 zum letzten Mal ausgerichtet.

## Wertungen
Bei dem Rennen wurden vier verschiedene Wertungen vergeben. Der jeweils führende der Wertung trug ein entsprechendes Trikot.
- Blaues Trikot: Führender der Gesamtwertung
- Grünes Trikot: Führender in der Punktewertung
- Weißes Trikot: Bester Jungprofi (Bester Fahrer unter 25 Jahren in der Gesamtwertung)

Zusätzlich wurde noch eine Mannschaftswertung ausgetragen. Diese Fahrer waren aber während des Rennens nicht speziell gekennzeichnet.

## Sieger
| Jahr | 1. Etappe       | 2. Etappe          | Gesamtwertung  |
| ---- | --------------- | ------------------ | -------------- |
| 2012 | Tom Boonen      | Theo Bos           | Tom Boonen     |
| 2013 | Jelle Wallays   | Maarten Tjallingii | Nikolas Maes   |
| 2014 | André Greipel   | Ramon Sinkeldam    | Theo Bos       |
| 2015 | Andrea Guardini | Kris Boeckmans     | Kris Boeckmans |